# Szent Mihály és Gábriel arkangyalok fatemplom (Néma)
A némai Szent Mihály és Gábriel arkangyalok fatemplom műemlékké nyilvánított épület Romániában, Kolozs megyében. A romániai műemlékek jegyzékében a  CJ-II-m-B-07724 sorszámon szerepel.